# Evelina Orellana
Evalina Orellana, nome de tela Julia Evelina Macías Lopera (26 de abril de 1908 – 21 de outubro de 1986), foi a primeira atriz equatoriana no cinema mudo.

## Biografia
Evalina Orellana nasceu em 26 de abril de 1908 em Balzar, mas cresceu em Guayaquil e trabalhou no banco La Previsora e nos hotéis Ritz e Tívoli. Em 1922, começou a ter aulas de atuação no estúdio do italiano Carlos Bocaccio, que mantinha uma escola na cidade no Frontón Betty Jai. Em 1924, ela estrelou o primeiro filme mudo equatoriano, El tesoro de Atahualpa [es], como sua protagonista, Rachel. O filme, dirigido por Augusto San Miguel [es], estreou em 7 de agosto de 1924 nos teatros Eden e Colon em Guayaquil.
Em 1925, Orellana apareceu no filme Soledad, rodado na Angelica Hacienda e dirigido por Félix González Rubio, escrito por Rodrigo de Triana (que também participou do filme), e produzido pela Guayaquil Films Company. O último filme em que Orellana participou foi Guayaquil de mis amores, de 1930, produzido pela Ecuador Sono Films [es] empresa. Desse ponto em diante, ela só apareceria em peças.